# Torneo Apertura 2017 (Catamarca)
El Torneo Apertura "Radio Valle Viejo", constituye la primera división de la Liga Catamarqueña de Fútbol. Como siempre es el torneo que abre el año. Entrega a su vencedor la Copa Luis "Bichocho" Barrionuevo, llamada así en honor al exsecretario General del Club San Lorenzo de Alem, que falleció el pasado 5 de octubre de 2016.

## Formato

### Primera fase
- El torneo se dividirá en 2 zonas, 1 de 8 equipos y la otra de 7 equipos.
- Los partidos serán a una sola rueda
- Los equipos que resulten 1° y 2° en la Tabla de Posiciones de sus respectivas zonas, clasificarán a semifinales.

### Segunda fase
- Las Semifinales la jugarán el 1° de la Zona A contra el 2° de la Zona B. Mientras que el 1° de la Zona B se medirá ante el 2° de la Zona A. Es un solo partido, si no hay un equipo ganador en los 90' reglamentarios, el partido se definirá mediante penales.
- La final se disputará al igual que en semifinales.
- El equipo que gane la Final se consagrará campeón del Torneo Apertura 2017 y se clasificará directamente a la Final contra el ganador del Petit Torneo 2017, por un lugar en el Federal C 2018.

## Equipos
| Equipo                                              | Barrio                    |
| --------------------------------------------------- | ------------------------- |
| Club Deportivo Américo Tesorieri                    | B° Marco Avellaneda       |
| Club Deportivo Chacarita                            | B° La Chacarita           |
| Club Atlético Defensores del Norte                  | B° Piloto                 |
| Club Atlético Estudiantes de La Tablada             | B° La Tablada             |
| Club Sportivo Ferrocarriles del Estado de Chumbicha | B° Centro (Chumbicha)     |
| Club Atlético Independiente                         | B° Centro (Capital)       |
| Asociación Juventud Unida de Santa Rosa             | B° 250 V.V.               |
| Club Social y Deportivo Parque Daza                 | B° Villa Parque Chacabuco |
| Club Atlético Policial                              | B° La Tablada             |
| Club Atlético Rivadavia                             | Ciudad de Huillapima      |
| Club Deportivo Salta Central                        | B° Fariñango              |
| Club Atlético San Lorenzo de Alem                   | B° Los Ejidos             |
| Club Atlético Sarmiento                             | B° Las Margaritas         |
| Club Atlético Vélez Sarsfield                       | B° Centro (Capital)       |
| Club Sportivo Villa Cubas                           | B° Villa Cubas            |

## Estadios
Estadio perteneciente a la Liga Catamarqueña, con una capacidad para 8.500 personas.
Este complejo deportivo pertenece a la Municipalidad de Capayán, se ubica en la localidad de Chumbicha y tiene una capacidad para aproximadamente 3.000 personas.

## Primera fase

### Zona A

#### Tabla de posiciones
| Pos. | Equipo                       | Pts. | PJ | PG | PE | PP | GF | GC | Dif. |
| ---- | ---------------------------- | ---- | -- | -- | -- | -- | -- | -- | ---- |
| 01.º | Villa Cubas                  | 17   | 7  | 5  | 2  | 0  | 23 | 8  | 15   |
| 02.º | Atlético Policial            | 14   | 7  | 4  | 2  | 1  | 18 | 12 | 6    |
| 03.º | Rivadavia (Huillapima)       | 13   | 7  | 4  | 1  | 2  | 15 | 13 | 2    |
| 04.º | Sarmiento                    | 10   | 7  | 3  | 1  | 3  | 17 | 18 | −1   |
| 05.º | Salta Central                | 9    | 7  | 3  | 0  | 4  | 14 | 16 | −2   |
| 06.º | Américo Tesorieri            | 6    | 7  | 2  | 0  | 5  | 16 | 19 | −3   |
| 07.º | Juventud Unida de Santa Rosa | 6    | 7  | 2  | 0  | 5  | 7  | 20 | −13  |
| 08.º | San Lorenzo de Alem          | 5    | 7  | 1  | 2  | 4  | 16 | 20 | −4   |

|  | El equipo que ocupe esta posición clasificará a Semifinales, y jugará contra el 2° de la Zona B |
|  | El equipo que ocupe esta posición clasificará a semifinales, y jugará contra el 1° de la Zona B |

### Resultados
| Américo Tesorieri   | 3 - 4 | Rivadavia (H) | Malvinas Argentinas | 31 de marzo | 16:30 |
| Juventud Unida      | 3 - 1 | Sarmiento     | Malvinas Argentinas | 2 de abril  | 14:30 |
| Villa Cubas         | 6 - 3 | Salta Central | La Leonera          | 2 de abril  | 16:30 |
| San Lorenzo de Alem | 2 - 2 | Policial      | Malvinas Argentinas | 17 de mayo  | 16:30 |

| Salta Central | 4 - 1 | San Lorenzo de Alem | Malvinas Argentinas | 7 de abril | 14:30 |
| Villa Cubas   | 5 - 1 | Juventud Unida      | La Leonera          | 7 de abril | 16:00 |
| Rivadavia (H) | 1 - 1 | Sarmiento           | Malvinas Argentinas | 8 de abril | 16:30 |
| Policial      | 3 - 5 | Américo Tesorieri   | Malvinas Argentinas | 9 de abril | 16:30 |

| San Lorenzo de Alem | 1 - 1 | Villa Cubas   | Malvinas Argentinas | 13 de abril | 16:30 |
| Juventud Unida      | 0 - 4 | Rivadavia (H) | Malvinas Argentinas | 22 de abril | 14:30 |
| Sarmiento           | 1 - 3 | Policial      | Malvinas Argentinas | 22 de abril | 16:30 |
| Américo Tesorieri   | 1 - 2 | Salta Central | Malvinas Argentinas | 17 de mayo  | 14:30 |

| Villa Cubas         | 2 - 1 | Américo Tesorieri | La Leonera          | 27 de abril | 16:00 |
| San Lorenzo de Alem | 4 - 1 | Juventud Unida    | Malvinas Argentinas | 27 de abril | 16:00 |
| Salta Central       | 2 - 4 | Sarmiento         | Malvinas Argentinas | 28 de abril | 14:30 |
| Policial            | 2 - 1 | Rivadavia (H)     | Malvinas Argentinas | 29 de abril | 14:30 |

| Américo Tesorieri | 3 - 2 | San Lorenzo de Alem | Malvinas Argentinas | 4 de mayo | 16:30 |
| Rivadavia (H)     | 1 - 0 | Salta Central       | Malvinas Argentinas | 5 de Mayo | 14:30 |
| Juventud Unida    | 1 - 3 | Policial            | Malvinas Argentinas | 5 de Mayo | 16:30 |
| Villa Cubas       | 2 - 0 | Sarmiento           | La Leonera          | 7 de mayo | 16:00 |

| Villa Cubas         | 5 - 0 | Rivadavia (H)  | La Leonera          | 12 de mayo | 16:00 |
| San Lorenzo de Alem | 4 - 5 | Sarmiento      | Malvinas Argentinas | 12 de mayo | 16:30 |
| Salta Central       | 0 - 3 | Policial       | Malvinas Argentinas | 13 de mayo | 14:30 |
| Américo Tesorieri   | 0 - 1 | Juventud Unida | Malvinas Argentinas | 14 de mayo | 14:30 |

| Sarmiento      | 5 - 3 | Américo Tesorieri   | Malvinas Argentinas | 19 de mayo | 14:30 |
| Rivadavia (H)  | 4 - 2 | San Lorenzo de Alem | Malvinas Argentinas | 19 de mayo | 16:30 |
| Juventud Unida | 0 - 3 | Salta Central       | Malvinas Argentinas | 20 de mayo | 14:30 |
| Policial       | 2 - 2 | Villa Cubas         | Malvinas Argentinas | 21 de mayo | 16:30 |

### Zona B

#### Tabla de posiciones
| Pos. | Equipo                    | Pts. | PJ | PG | PE | PP | GF | GC | Dif. |
| ---- | ------------------------- | ---- | -- | -- | -- | -- | -- | -- | ---- |
| 01.º | Defensores del Norte      | 16   | 6  | 5  | 1  | 0  | 17 | 9  | 8    |
| 02.º | Estudiantes de La Tablada | 12   | 6  | 4  | 0  | 2  | 12 | 7  | 5    |
| 03.º | Vélez Sarsfield           | 12   | 6  | 4  | 0  | 2  | 13 | 5  | 8    |
| 04.º | Chacarita                 | 6    | 6  | 2  | 0  | 4  | 10 | 12 | −2   |
| 05.º | Independiente             | 6    | 6  | 2  | 0  | 4  | 10 | 13 | −3   |
| 06.º | Ferrocarriles (Chumbicha) | 6    | 6  | 2  | 0  | 4  | 12 | 17 | −5   |
| 07.º | Parque Daza               | 4    | 6  | 1  | 1  | 4  | 8  | 19 | −11  |

|  | El equipo que ocupe esta posición clasificará a Semifinales, y jugará contra el 2° de la Zona A |
|  | El equipo que ocupe esta posición clasificará a semifinales, y jugará contra el 1° de la Zona A |

#### Resultados
| Vélez Sarsfield                  | 1 - 0 | Independiente        | Malvinas Argentinas        | 31 de marzo | 14:30 |
| Ferrocarriles                    | 1 - 2 | Defensores del Norte | Polideportivo de Chumbicha | 1 de abril  | 15:30 |
| Chacarita                        | 3 - 1 | Parque Daza          | Malvinas Argentinas        | 2 de abril  | 16:30 |
| Libre: Estudiantes de La Tablada |       |                      |                            |             |       |

| Defensores del Norte | 4 - 2 | Chacarita       | Malvinas Argentinas | 7 de abril | 16:30 |
| Independiente        | 2 - 1 | Estudiantes     | Malvinas Argentinas | 8 de abril | 14:30 |
| Parque Daza          | 0 - 5 | Vélez Sarsfield | Malvinas Argentinas | 9 de abril | 14:30 |
| Libre: Ferrocarriles |       |                 |                     |            |       |

| Chacarita            | 2 - 3 | Ferrocarriles        | Malvinas Argentinas | 13 de abril | 14:30 |
| Estudiantes          | 4 - 1 | Parque Daza          | Malvinas Argentinas | 21 de abril | 14:30 |
| Vélez Sarsfield      | 2 - 3 | Defensores del Norte | Malvinas Argentinas | 21 de abril | 16:30 |
| Libre: Independiente |       |                      |                     |             |       |

| Parque Daza          | 1 - 3 | Independiente   | Malvinas Argentinas        | 28 de abril | 16:30 |
| Ferrocarriles        | 1 - 4 | Vélez Sarsfield | Polideportivo de Chumbicha | 29 de abril | 15:00 |
| Defensores del Norte | 2 - 1 | Estudiantes     | Malvinas Argentinas        | 29 de abril | 16:30 |
| Libre: Chacarita     |       |                 |                            |             |       |

| Estudiantes        | 4 - 2 | Ferrocarriles        | Malvinas Argentinas | 4 de mayo | 14:30 |
| Vélez Sarsfield    | 1 - 0 | Chacarita            | Malvinas Argentinas | 7 de mayo | 14:30 |
| Independiente      | 1 - 4 | Defensores del Norte | Malvinas Argentinas | 7 de mayo | 16:30 |
| Libre: Parque Daza |       |                      |                     |           |       |

| Chacarita              | 0 - 1 | Estudiantes   | Malvinas Argentinas        | 12 de mayo | 14:30 |
| Defensores del Norte   | 2 - 2 | Parque Daza   | Malvinas Argentinas        | 13 de mayo | 16:30 |
| Ferrocarriles          | 3 - 2 | Independiente | Polideportivo de Chumbicha | 18 de mayo | 16:00 |
| Libre: Vélez Sarsfield |       |               |                            |            |       |

| Estudiantes                | 1 - 0 | Vélez Sarsfield | Malvinas Argentinas | 20 de mayo | 16:00 |
| Independiente              | 2 - 3 | Chacarita       | Malvinas Argentinas | 20 de mayo | 18:00 |
| Parque Daza                | 3 - 2 | Ferrocarriles   | Malvinas Argentinas | 21 de mayo | 14:30 |
| Libre:Defensores del Norte |       |                 |                     |            |       |

## Segunda fase
|  | Semifinales               | Semifinales               | Semifinales          |                      |             | Final       | Final | Final |  |
|  |                           |                           |                      |                      |             |             |       |       |  |
|  |                           |                           |                      |                      |             |             |       |       |  |
|  | Villa Cubas               | Villa Cubas               | 1                    |                      |             |             |       |       |  |
|  | Villa Cubas               | Villa Cubas               | 1                    |                      |             |             |       |       |  |
|  | Estudiantes de La Tablada | Estudiantes de La Tablada | 0                    |                      |             |             |       |       |  |
|  | Estudiantes de La Tablada | Estudiantes de La Tablada | 0                    |                      | Villa Cubas | Villa Cubas | 1     |       |  |
|  |                           |                           |                      |                      | Villa Cubas | Villa Cubas | 1     |       |  |
|  |                           |                           | Defensores del Norte | Defensores del Norte | 0           |             |       |       |  |
|  | Defensores del Norte (p)  | Defensores del Norte (p)  | Defensores del Norte | Defensores del Norte | 0           | 0 (4)       |       |       |  |
|  | Defensores del Norte (p)  | Defensores del Norte (p)  |                      |                      |             | 0 (4)       |       |       |  |
|  | Policial                  | Policial                  | 0 (2)                |                      |             |             |       |       |  |
|  | Policial                  | Policial                  | 0 (2)                |                      |             |             |       |       |  |
|  |                           |                           |                      |                      |             |             |       |       |  |

### Semifinales
| 28 de mayo, 15:15 | Villa Cubas       | 1 - 0   | Estudiantes de La Tablada | Malvinas Argentinas, Catamarca |                              |
|                   | Gustavo Luján 63' | Reporte |                           | Árbitro(s): Claudio Orellana   | Árbitro(s): Claudio Orellana |

| 27 de mayo, 15:15 | Defensores del Norte                                                     | 0 - 0 (4:2 p.)             | Atlético Policial                                                   | Malvinas Argentinas, Catamarca |                             |
|                   |                                                                          | Reporte                    |                                                                     | Árbitro(s): Jerónimo Toledo    | Árbitro(s): Jerónimo Toledo |
|                   |                                                                          | Tiros desde el punto penal |                                                                     |                                |                             |
|                   | Rodrigo Chávez · Jonathan Ochoa · Diego Barros · Enzo Moya · David Monge |                            | Luis Castillo · Exequiel Díaz Elena · Matías Flores · Joel Ferreyra |                                |                             |

### Final
| 4 de junio, 16:15 | Villa Cubas          | 1 - 0   | Defensores del Norte | Malvinas Argentinas, Catamarca |                         |
|                   | Emanuel Ceballos 33' | Reporte |                      | Árbitro(s): Juan Rivero        | Árbitro(s): Juan Rivero |

|                                      |
| Club Sportivo Villa Cubas 27° título |
| Campeón Torneo Apertura 2017         |

## Goleadores
| Jugador                 | Equipo                    | Goles |
| ----------------------- | ------------------------- | ----- |
| Alberto Córdoba         | San Lorenzo de Alem       | 7     |
| Matías Oliva            | Sarmiento                 | 7     |
| Dante Bazán             | Rivadavia                 | 6     |
| Franco Contreras        | Salta Central             | 6     |
| Marcelo Flores          | Parque Daza               | 6     |
| Martín Agüero           | Policial                  | 6     |
| Nery Sigampa            | Villa Cubas               | 5     |
| Alan Agüero             | Sarmiento                 | 4     |
| David Monge             | Defensores del Norte      | 4     |
| Franco Troncoso         | Juventud Unida            | 4     |
| Gastón Carrizo          | Américo Tesorieri         | 4     |
| Lucas Romero            | Américo Tesorieri         | 4     |
| Mayco Coronel           | Defensores del Norte      | 4     |
| Rodrigo Chávez          | Defensores del Norte      | 4     |
| Adrián Coronel          | Vélez Sarsfield           | 3     |
| Claudio Moreno          | Vélez Sarsfield           | 3     |
| Cristian Luján          | Villa Cubas               | 3     |
| Erik Silva              | Rivadavia                 | 3     |
| Esteban Valatkevicnis   | Villa Cubas               | 3     |
| Exequiel Díaz Elena     | Policial                  | 3     |
| Franco Arrascaeta       | Independiente             | 3     |
| Hernán Figueroa         | Estudiantes de La Tablada | 3     |
| Hugo Córdoba            | Ferrocarriles             | 3     |
| José Gabriel Romero     | Ferrocarriles             | 3     |
| Luis Castillo           | Policial                  | 3     |
| Marcos Cipolletti       | Chacarita                 | 3     |
| Mauricio Luján          | Estudiantes de La Tablada | 3     |
| Roberto Saquilan        | Chacarita                 | 3     |
| Santiago Sahid          | San Lorenzo de Alem       | 3     |
| Alexis Casas            | Estudiantes de La Tablada | 2     |
| Alexis Herrera          | Independiente             | 2     |
| Carlos Tapia            | Vélez Sarsfield           | 2     |
| David Vera              | Villa Cubas               | 2     |
| Enzo Moya               | Defensores del Norte      | 2     |
| Fabián Ortega           | Salta Central             | 2     |
| Iván Carrizo            | Américo Tesorieri         | 2     |
| José Chumbita           | Ferrocarriles             | 2     |
| José Guzmán             | Salta Central             | 2     |
| José Silveira           | Rivadavia                 | 2     |
| Leonardo Sánchez        | Villa Cubas               | 2     |
| Luis Castillo           | Vélez Sarsfield           | 2     |
| Miguel Rizzardo         | Villa Cubas               | 2     |
| Rafael Rodríguez        | Independiente             | 2     |
| Sergio Hernaiz Pérez    | Sarmiento                 | 2     |
| Sergio Silva            | Rivadavia                 | 2     |
| Tomás Moya              | Vélez Sarsfield           | 2     |
| Abel Chávez             | Defensores del Norte      | 1     |
| Adrián Nieva            | Salta Central             | 1     |
| Alberto Coronel         | Vélez Sarsfield           | 1     |
| Alberto Soria           | Independiente             | 1     |
| Axel Baigorrí           | Américo Tesorieri         | 1     |
| Bruno Coria             | Salta Central             | 1     |
| Carlos Herrera          | San Lorenzo de Alem       | 1     |
| Cristian Salcedo        | Salta Central             | 1     |
| Darío Rojo              | Américo Tesorieri         | 1     |
| Diego Barros            | Defensores del Norte      | 1     |
| Emanuel Ceballos        | Villa Cubas               | 1     |
| Emilio Puente Jaimes    | Villa Cubas               | 1     |
| Facundo Chazampi        | Parque Daza               | 1     |
| Federico Álamo Martínez | San Lorenzo de Alem       | 1     |
| Federico Ledezma        | Vélez Sarsfield           | 1     |
| Fernando Novillo        | Chacarita                 | 1     |
| Franco Orellana         | Juventud Unida            | 1     |
| Franco Salcedo          | Salta Central             | 1     |
| Gastón Villarreal       | Villa Cubas               | 1     |
| Gerardo Reartes         | Ferrocarriles             | 1     |
| Gonzalo Aranda          | Chacarita                 | 1     |
| Gonzalo Castro          | Sarmiento                 | 1     |
| Guillermo Ariza         | Vélez Sarsfield           | 1     |
| Guillermo Sánchez       | Chacarita                 | 1     |
| Gustavo Luján           | Villa Cubas               | 1     |
| Héctor Acosta           | San Lorenzo de Alem       | 1     |
| Javier Chazampi         | Américo Tesorieri         | 1     |
| Joel Ferreyra           | Policial                  | 1     |
| Jonathan Trejo          | Américo Tesorieri         | 1     |
| Jorge Agüero            | Juventud Unida            | 1     |
| Juan López              | Sarmiento                 | 1     |
| Julio Monge             | Defensores del Norte      | 1     |
| Kevin Córdoba           | Policial                  | 1     |
| Leandro Santander       | Ferrocarriles             | 1     |
| Lucas Carrizo           | Américo Tesorieri         | 1     |
| Lucas Cipolletti        | Sarmiento                 | 1     |
| Lucas Páez              | Parque Daza               | 1     |
| Luis Sosa               | San Lorenzo de Alem       | 1     |
| Marcos Montoya          | Vélez Sarsfield           | 1     |
| Matías Ontivero         | San Lorenzo de Alem       | 1     |
| Maximiliano Caliva      | Estudiantes de La Tablada | 1     |
| Maximiliano Reinoso     | Ferrocarriles             | 1     |
| Nahuel Ahumada          | Villa Cubas               | 1     |
| Nair Maturano           | Estudiantes de La Tablada | 1     |
| Néstor Ríos             | Independiente             | 1     |
| Nicolás Rodríguez       | Villa Cubas               | 1     |
| Nicolás Salcedo         | Juventud Unida            | 1     |
| Oscar Cejas             | Estudiantes de La Tablada | 1     |
| Ramón Sandivares        | Estudiantes de La Tablada | 1     |
| Ramón Toledo            | Rivadavia                 | 1     |
| Rodrigo Acosta          | Independiente             | 1     |
| Sebastián Silva         | Rivadavia                 | 1     |
| Sergio Herrera          | Américo Tesorieri         | 1     |
| Víctor Hugo Romero      | Ferrocarriles             | 1     |

## Autogoles
| Jugador           | Equipo        | Rival                         | Goles |
| ----------------- | ------------- | ----------------------------- | ----- |
| Nicolás Rodríguez | Villa Cubas   | San Lorenzo de Alem (Fecha 3) | 1     |
| William Herrera   | Independiente | Chacarita (Fecha 7)           | 1     |